# 欧州軍人協会機構
欧州軍人協会機構（おうしゅうぐんじんきょうかいきこう、英語: European Organisation of Military Associations, EUROMIL）は、政治的に独立した、ヨーロッパにおける自由かつ民主的な軍人協会を統括する非営利団体である。1972年に設立され、ベルギー王国のブリュッセルに所在している。東はルーマニア、北はスウェーデン、西はアイルランド、南はキプロスの欧州諸国21ヶ国から、32の軍人協会・軍人団体を傘下組織として統括し、これにより、約50万人の個人を代表している。

## 概要
ブリュッセルの国際事務局を基軸に加盟団体間でのベストプラクティスの手法に基づいて情報・経験の交換を容易にする。また、欧州レベルでの監視と提唱により人権、基本的自由、兵士の社会的・専門的な利益を確保するように努めている。
- 原則として「制服を着た市民」に依拠しており、兵士の平等な権利と処置の要求している。
- 労働組合および独立職員団体の結成を促進し、これに参加する軍人および女性の権利を主張し、当局との定期的な社会的対話を行う。
- 軍の任務と比較した結果、必然的に機構は兵士の市民的・社会的権利に対するすべての既存の制限を解除するため政府に要求する。
- 機構は欧州連合の労働法制に軍人を含める事を推進する。

運営経費は会費によって賄われ、機構は厳格に特定宗派に属せず、政治的に独立した方針を守っている。
欧州評議会、欧州連合機関、北大西洋条約機構会合、欧州安全保障協力機構および欧州労働組合連合と正式なコンタクトを維持している。
対立防止の為の議員ネットワーク（Parliamentarians Network for Conflict Prevention、PN/EWI）、欧州安全保障円卓会議（European Security Round Table、ESRT）、ドクトル・マンフレート・ヴェルナー・サークル（DMWC）、および近年は欧州統合運動（European Movement International、EMI）と協力関係を構築している。

## 加盟団体
- 常備国防軍他階級代表協会（Permanent Defence Force Other Ranks Representative Association、 アイルランド）
- アルバニア軍隊協会国民同盟（National Alliance of Albanian Military Associations、AKUSH、 アルバニア）
- 連帯市民権協会（Associazione Finanzieri Citadinie Solidarieta、 イタリア）
- パストレンゴ協会（Associazione PASTRENGO、 イタリア）
- 法と進歩連帯協会（Associazione Solidarietà Diritto e Progresso / Militari Assodipro、A.S.D.P.、 イタリア）
- イギリス軍連盟（en:British Armed Forces Federation、BAFF、 イギリス）
- 軍人総連合（Algemene Federatie van Militair Personeel、AFMP、 オランダ）
- 憲兵協会（Marechausseevereniging、MARVER/FNV、 オランダ）
- 相互支援協会（Mutual Support Association、ETAL、 ギリシャ）
- スウェーデン知識人連盟 / 士官協会 （Officersförbundet - SAMO、 スウェーデン）
- スペイン軍統一協会（Asociación Unificada de Militares Españoles、AUME、 スペイン）
- スロバキア共和国兵士組合（Zväz vojakov Slovenskej Republiky、SV-SR、 スロバキア）
- スロベニア兵士組合（Sindikat vojakov Slovenije、SVS、 スロベニア）
- チェコ共和国軍兵士組合（Svaz Vojáku z Povoláni Armády Ceské Republiky、SVP ACR、 チェコ）
- 士官中央協会（Centralforeningen for Stampersonel、CS、 デンマーク）
- ドイツ連邦軍協会（Deutscher Bundeswehrverband、DBwV、 ドイツ）
- 士官連合（Päällystöliitto ry、 フィンランド）
- 軍人権利防衛協会（fr:Association de défense des droits des militaires、ADefDroMil、 フランス）
- ラコヴスキ連盟（Legia Rakovski、 ブルガリア）
- 軍人総協会（Algemene Centrale van het Militair Personeel / Centrale Générale du Personnel Militaire、ACMP-CGPM、 ベルギー）
- ジェカヌフ協会（Konwent Dziekanów、KONWENT、 ポーランド）
- 軍士官協会（Associação de Oficiais das Forças Armadas、AOFA、 ポルトガル）
- 軍曹国民協会（Associação Nacional de Sargentos、ANS、 ポルトガル）
- 広場協会（Associação de Praças、 ポルトガル）
- 防衛職員労働組合（Trade Union of Employees in the Defence、SOB、 北マケドニア）
- モンテネグロ軍労働組合機構（SOVCG、 モンテネグロ）
- ラトビア・ライフル協会（Latviešu Strélnieku Apvieniba、LSA、 ラトビア）
- 兵士人権保護センター（Karių teisių gynimo centras、KTGC、 リトアニア）